# 環望
環望（1966年10月7日—），日本漫畫家，出生於東京都世田谷區。自幼沉迷於動漫、特攝，並於小學3年級立志成為漫畫家。胞弟島本晴海亦為漫畫家。

## 簡歷
1986年以筆名「近畿魔王」獲得小學館漫畫大賞佳作入選，之後成為漫畫家一本木蛮的助手，並於1989年在中正式開始出道，1990年出版，1995年出版。早期作品多偏向科幻、動作類，因連載的少年連載漫畫雜誌、小本雜誌……等相繼停刊或休刊而導致劇情無法完結，而被冠上的封號，曾因此而痛哭。
1996年在雙葉社漫畫雜誌《Men's YOUNG》連載成人漫畫，之後作品開始偏向成人類並都於成人漫畫雜誌中連載，但近日作品內容又有回歸普通級傾向（如《Comic Flapper》中的連載《吸血鬼同盟》）。
喜愛巨大機器人作品，除曾與漫畫家富士原昌幸合作同人誌外，亦曾執筆帕布雷斯特官方授權的漫畫「衝撃騎士団-インパクトナイツ-」（《衝擊騎士團-IMPACT KNIGHTS》，PS2遊戲《超級機器人大戰IMPACT》的漫畫）等《超級機器人大戰》相關作品，並負責設計PS遊戲《超級機器人大戰Alpha外傳》中的原創機體奧爾蓋米爾。

## 作品
- 不是好孩子的小貓貓（日语：イイことしないか小猫ちゃん），Angel出版首版全1冊，大都社新裝版全2冊，成人漫畫
- 吸血鬼同盟（日语：ダンス イン ザ ヴァンパイアバンド），Media Factory發行，東立出版社代理台灣中文版，日文版歸類為一般向，台灣版歸類為18禁。
  1. 吸血鬼同盟，全14冊
  2. 吸血鬼同盟外傳，全2冊
  3. 吸血鬼同盟之斯萊基默的追憶，全3冊
  4. 吸血鬼同盟II SCARLET ORDER，全4冊
  5. 吸血鬼同盟ASO，已出版5冊
- 箱館妖人無賴帖－秘女神（日语：箱館妖人無頼帖 ヒメガミ），講談社發行，長鴻出版社代理台灣中文版，全5冊

## 外部連結
- （日語）環屋 （页面存档备份，存于）
- 環望的X（前Twitter）
- 環望的pixiv